# Hans Christian Sneedorff

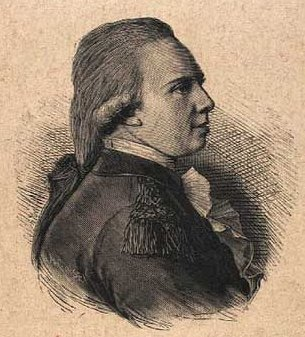
Hans Christian Sneedorff.

Hans Christian Sneedorff, född den 22 maj 1759, död den 13 oktober 1824, var en dansk sjöofficer, son till Jens Schelderup Sneedorff, bror till Frederik Sneedorff. 
Sneedorff, som blev officer 1776, studerade ivrigt i sin ungdom, samtidigt med att han utvecklade sina medfödda litterära och estetiska anlag, starkt påverkad av Johannes Ewald; men också som praktisk sjöman visade han stor begåvning. Sneedorff var medstiftare av Søløjtnantselskabet och i ett år dess ordförande.
År 1786 anställdes han vid Søkadetakademiet; och till denna anstalt vigde han med ett kort avbrott därefter resten av sitt liv och sin sällsynta pedagogiska talang. År 1789 avancerade han till næstkommanderende och 1797 till chef för akademien.
Sneedorffs funktionstid på sistnämnda post betecknar ett betydande framsteg vad gäller kadetternas utbildning. Han förbättrade och systematiserade undervisningen både till havs och lands, samtidig som han med sin varma fosterlandskärlek och sin glödande vältalighet — som i eftervärldens ögon framstår som något svulstig — inympade i sina elever kåranda och pliktkänsla.
Kriget 1807—14 framkallade omfattande störningar i akademiens verksamhet, och efter Norges separation från Danmark minskades denna betydligt. Krigsåren, särskilt 1807—08, gav honom också tillfälle att uppträda som aktiv sjökrigare med en mindre eskader vid Norge. I detta sammanhang gjorde han dock inte en så god insats, som man hade väntat sig.
På senare år utvecklade han en självmedvetenhet, som skaffade honom en del fiender bland ämbetsmännen, särskilt i Admiralitetskollegiet, och som tillika undergrävde den personliga vänskap, vari han tidigare hade stått till kung Fredrik VI och kronprins Kristian. Under dessa förhållanden ådrog han sig 1824 en kunglig tillrättavisning för myndighetsmissbruk.
Detta smärtade den stolte Sneedorff så djupt, att det starkt framskyndade hans död. Sneedorff hade 1816 blivit konteramiral, 1813 hade han blivit utnämnd till kammarherre. Han sysslade både som yngre och äldre en del med poetiskt författarskap. Hans efterlämnade dikter, såväl som en del tryckta tal till kadetterna, vittnar om hans varma, lätt begeistrade sinne, men har av eftervärlden ansetts vara för sentimentala. Hans efterlämnade brev 1807—14 utgavs av C.J. Anker (Kristiania 1899).

## Utmärkelser
- Riddare av Dannebrogorden,  1809[3]
- Kammarherre,  1811[3]
- Dannebrogsmännens hederstecken,  1812[3]
- Officer av Hederslegionen,  14 maj 1823[1]

[Redigera Wikidata]